# Barbara Harris (Schauspielerin)
Barbara Densmoor Harris (* 25. Juli 1935 in Evanston, Illinois; † 21. August 2018 in Scottsdale, Arizona) war eine US-amerikanische Schauspielerin.

## Leben
Barbara Harris war die Tochter des Geschäftsmanns Oscar Harris und der Pianistin Natalie Densmoor. Sie begann ihre schauspielerische Karriere als Jugendliche im Playwrights Theatre Club in Chicago. Sie war auch Mitglied der Compass Players, eines der ersten Improvisationstheater-Ensembles der USA. Aus dem Playwrights Theatre Club und den Compass Players ging später die Theatergruppe The Second City hervor. Mit dem Musical From the Second City (1961) gab sie ihr Debüt am Broadway. Für ihre Darstellung wurde sie im darauffolgenden Jahr als „Beste Hauptdarstellerin in einem Musical“ für den Theaterpreis Tony Award nominiert. 1962 wurde sie mit dem Theatre World Award für das Stück Oh Dad, Poor Dad, Mama’s Hung You in the Closet and I’m Feeling So Sad ausgezeichnet, in dessen Verfilmung sie auch später mitspielte. 1967 gewann sie den Tony Award für das Musical The Apple Tree aus dem Jahr 1966.
Anfang der 1960er-Jahre übernahm sie erste Fernsehrollen; ihren ersten Film Tausend Clowns (A Thousand Clowns), in dem sie neben Jason Robards auftrat, drehte sie 1965. Zu ihren wichtigsten Kinofilmen gehören das Gesellschaftsdrama Nashville (1975) von Robert Altman, wo sie die Rolle einer nach Erfolg als Countrysängerin strebenden Ehefrau darstellte, und die Schwarze Komödie Familiengrab (1976), der letzte Film von Alfred Hitchcock, in dem sie die Rolle einer betrügerischen Spiritistin verkörperte. In dem Disney-Fantasyfilm Ein ganz verrückter Freitag (1976) spielte sie Ellen Andrews, die Mutter von Annabel Andrews, die von Jodie Foster dargestellt wurde. Auch in ihren späteren Filmrollen spielte sie mehrfach die Mutter der Hauptfigur, so von Kathleen Turner in Peggy Sue hat geheiratet (1986) und von John Cusack in ihrer letzten Filmrolle in Ein Mann – ein Mord (1997).
1990 und 1991 wirkte Harris in der Fernsehserie E.N.G. mit. Sie arbeitete später als Theaterregisseurin und gab Schauspielunterricht. Sie war von 1955 bis zur Scheidung 1958 mit dem Regisseur Paul Sills verheiratet. Harris starb im August 2018 im Alter von 83 Jahren an Lungenkrebs.

## Auszeichnungen und Ehrungen
Für die folgenden Rollen war Harris für einen Golden Globe Award nominiert:
- Sandra Markowitz in dem Film Tausend Clowns,
- Albuquerque in dem Film Nashville,
- Blanche Tyler in dem Film Familiengrab,
- Ellen Andrews in dem Film Ein ganz verrückter Freitag.

Für die Rolle der Allison Densmore in dem Film Wer ist Harry Kellerman? wurde sie 1972 in der Kategorie Beste Nebendarstellerin für den Oscar nominiert.

## Filmografie (Auswahl)
- 1965: Tausend Clowns (A Thousand Clowns)
- 1967: O Vater, armer Vater, Mutter hängt dich in den Schrank und ich bin ganz krank (Oh Dad, Poor Dad, Mamma's Hung You in the Closet and I'm Feelin' So Sad)
- 1970: Hotelgeflüster (Plaza Suite)
- 1971: Wer ist Harry Kellerman? (Who Is Harry Kellerman and Why Is He Saying Those Terrible Things About Me?)
- 1972: Krieg zwischen Männern und Frauen (War Between Men and Women)
- 1974: Du hast mir doch 'n Baby versprochen (Mixed Company)
- 1975: Nashville
- 1976: Familiengrab (Family Plot)
- 1976: Ein ganz verrückter Freitag (Freaky Friday)
- 1978: Movie Movie
- 1979: Eine ganz irre Truppe (The North Avenue Irregulars)
- 1979: Die Verführung des Joe Tynan (The Seduction of Joe Tynan)
- 1980: Herzen aus zweiter Hand (Second-hand hearts)
- 1986: Peggy Sue hat geheiratet (Peggy Sue Got Married)
- 1987: Hübsche Mädchen explodieren nicht (Nice Girls Don’t Explode)
- 1988: Zwei hinreißend verdorbene Schurken (Dirty Rotten Scoundrels)
- 1997: Ein Mann – ein Mord (Grosse Pointe Blank)